# Aucayo
Aucayo ( quechua: awkayu o de awqayuq, pasible  de enemigos) fue una danza ritual que en los tiempos del Incanato se bailaba al finalizar la celebración del Cápac Raymi.

## Descripción del caso
Todo el pueblo se reunía en la plaza; aun podían convocar a forasteros, quienes habían permanecido en los extramuros citadinos, durante la realización de las ceremonias fundamentales.

### Simbolismo alimentario
A todos se invitaba bollos de harina de maíz aderezados con sangre de llama; estas sacrificadas en el curso de los previos rituales. Los sacerdotes, después de que habían ingerido, les advertían que habían recibido un manjar del Sol y que en su cuerpo testimoniaría si en ocasión alguna, escuchasen hablar mal del dios heliolátrico o de su representante  terrenal, el inca.

### Son de huáncar y atuendos
Comenzaba la danza con cuatro atambores grandes del sol, cada uno de estos tañían cuatro originarios notables vestidos de una particular librea, con camisetas púrpuras hasta los pies y con flecos lisos, albos y colorados; encima se colocaban vellocinos de pumas desollados enteros y la cabeza vacua. En estas iban puestas patenas, zarcillos en las orejas, reemplazaban a los dientes naturales otros del mismo tamaño y forma; con ajorcas en las manos. Todo ello de oro reluciente. Se colocaban de modo que la crisma y pescuezo del puma sobrepasase su cabeza y espalda.

### Sacrificio corderil
Para empezar el baile, inmolaban dos corderos, entregándolos a cuatro viejos, diputados para esto, que los ofrendaban con mil ceremonias.